# Christoph Kersten
Christoph Kersten (Staats (Saksen), 15 november 1733 - Gnadau, 5 februari 1796) was een Duitse zendeling van de Evangelische Broedergemeente (Hernhutters), die vanuit Duitsland werd uitgezonden naar Suriname. 
Op het pand naast de kerk van die gemeente begon hij met een kleermakerij op 29 juni 1768, die uitgroeide tot het grootste handelshuis van Suriname en de oudste nog bestaande van het Westelijk halfrond, Christoph Kersten & Co NV. Hij werkte zelf als zendeling aan de Boven-Surinamerivier en werd preses van de gehele zendingsarbeid der Hernhutters in Suriname, en verkreeg ook de leiding van het zendingswerk in de stad Paramaribo. Dankzij zijn inzet werd in 1778 de Grote Stadskerk gesticht.